# Polisulfid fenylenu
Polisulfid fenylenu, polisiarczek fenylenu, PPS – łańcuchowy homopolimer będący politioeterem aromatycznym o strukturze −[C
6H
4−S]
n−. Służy do produkcji termoplastycznych tworzyw sztucznych (termoplastów). Może być stosowany w kontakcie z żywnością.